# Oldham
Oldham ([ˈɒldəm]) es una ciudad ubicada en el condado de Gran Mánchester, en el noroeste de Inglaterra. Se asienta sobre los Peninos en un terreno elevado entre los ríos Irk y Medlock, a 8,5 km al sureste de Rochdale, y a 11,1 km al noreste de la ciudad de Mánchester. Oldham se encuentra rodeado por varios asentamientos que juntos forman el Distrito Metropolitano de Oldham, del cual Oldham es el centro administrativo.
Históricamente parte del condado de Lancashire, Oldham tomó importancia durante el siglo XIX como centro internacional de la manufactura textil. Tuvo un vertiginoso despegue durante la revolución industrial, y en conjunto con las primeras ciudades industrializadas, rápidamente se convirtió en "uno de los más importantes centros del algodón y de industrias textiles en Inglaterra". En su cenit, fue el centro de hilado de algodón más productivo en el mundo, hilando más algodón que Francia y Alemania juntas. 
La industria textil de Oldham comenzó a decaer desde mediados del siglo XX, y la última fábrica textil cerró en 1998. La caída del procesamiento textil en Oldham mermó fuertemente la economía local.
Hoy en día Oldham es predominantemente una zona residencial, y un centro de enseñanza no universitaria y de artes escénicas. Sin embargo, aún es reconocida arquitectónicamente por sus fábricas de algodón y otros edificios asociados con la industria. La población asciende a 103.544 personas en un área de 67 km².

## Toponimia
El nombre de Oldham podría parecer que viene de las palabras anglosajonas Eald (antigüedad) y Ham (casa, granja o aldea), con el significado de "lugar o villa antigua". Sin embargo, se sabe que el nombre Oldham deriva del nórdico antiguo Aldehulme. Se cree que proviene del inglés antiguo ald combinado con la palabra del nórdico antiguo holmi o holmr, significando "viejo promontorio o afloramiento", posiblemente describiendo la posición geográfica de la ciudad, encima de una colina. También se ha sugerido que puede significar "terreno de un granjero llamado Alda". Se cree que el nombre data del 865, durante el periodo de Danelaw, cuando los invasores daneses se establecieron en un lugar llamado Aldehulme.